# Wilhelm Albert Kettner
Wilhelm 'Willi' Albert Kettner (* 15. Februar 1913 in Wilnsdorf; † 7. Mai 1990 ebenda) war ein deutscher Kommunalpolitiker (CDU) und Landrat des Kreis Siegen.

## Leben
Wilhelm Albert Kettner, Rufname Willi, war ältester Sohn von sechs Kindern eines Wilnsdorfer Bergmanns. Er engagierte sich in der katholischen Jugendbewegung und war als erbitterter Gegner des Nationalsozialismus nicht von Verhaftungen und Hausdurchsuchungen verschont; aus diesem Grund verließ er 1935 das Siegerland und arbeitete kurzzeitig auf einem Bauernhof in der Nähe von Freiburg im Breisgau.
Nach einer Kaufmännischen Lehre war er von 1938 bis 1961 als Bankkaufmann sowie Geschäftsführer einer Baufirmen-Niederlassung in Siegen tätig. 1961 kaufte er Baumontage-Unternehmen in Gießen und war deren Geschäftsführer bis 1978.
Er lebte in Rudersdorf.

### Partei
Kettner trat 1946 in die Christlich Demokratische Union Deutschlands (CDU) ein und war einer der Mitbegründer der Partei im Siegerland nach dem Ende des Zweiten Weltkrieges. Von 1960 bis 1977 war er stellvertretender Kreisvorsitzender der CDU.

### Politik
Er war von 1945 bis 1965 stellvertretender Bürgermeister der damaligen eigenständigen Gemeinde Rudersdorf und Ratsmitglied von 1946 bis 1965. Schwerpunkte seines politischen Wirkens waren der Aufbau einer Wasserversorgung und Ausweisung von Baugebieten.
Vom 17. Oktober 1948 bis 31. Dezember 1974 war Kettner Mitglied des Kreistages des Landkreises Siegen und dessen Beiratsmitglied vom 3. Mai 1975 bis zum 30. September 1984.
Von 1969 bis 1985 gehörte er für die CDU dem Rat der Gemeinde Wilnsdorf an und engagierte sich als CDU-Fraktionsvorsitzender (1969–1983) für die Ansiedlung von Gewerbebetrieben, Schaffung von Ver- und Entsorgungsanlagen und die Neufassung eines Ortsmittelpunktes in Wilnsdorf.
Von 1961 bis 1964 war er Landrat des Kreises Siegen. Ab 1965 bekleidete er dann aufgrund geänderter Mehrheitsverhältnisse das Amt des stellvertretenden Landrats. Dieses hatte er bis 1969 inne.
Er gehörte dem Kreisausschuss (03/1961–1978) an und hatte dort den Vorsitz (03/1961-10/64) und stv. Vorsitz (10/62-12/74) inne. Von 1948 bis 1978 war er Mitglied des Kreisfinanzausschusses und hatte den Vorsitz seit 1964 inne. Er war Mitglied zahlreicher weiterer Ausschüsse, darunter dem Schulausschuss, der sich für den Aus- und Weiterausbau der Technikerschule Siegerland, Berufs-, Schulausschuss für die Berufsfach- und Fachschulen Siegerland einsetzte.

### Ehrungen
- Bundesverdienstkreuz am Bande (18. Juni 1979)[3]